# Spanskgrønt
Basisk kupriacetat (kobberacetat dvs. eddikesurt kobbersalt), dannes som et grønt, giftigt overtræk på kobbergenstande, når de kommer i berøring med eddike, sure frugter m.m. Også kaldet giftiggrøn. Tidligere meget benyttet til malerier, tapeter og lign.
| Kemi | Spire Denne artikel om kemi er en spire som bør udbygges. Du er velkommen til at hjælpe Wikipedia ved at udvide den. |